# Хойники (станция)
Хойники (бел. Хо́йнікі) — станция Гомельского отделения Белорусской железной дороги в Хойникском районе Гомельской области Республики Беларусь, на линии Василевичи — Хойники (43,800 км). Расположена в городе Хойники.
Железнодорожная станция соединяет Хойники с городами Гомель, Василевичи и Калинковичи. Конечная железнодорожная станция ветки Василевичи — Хойники, отходящей от линии Гомель — Калинковичи.

## История
В 1911 году вступил в строй участок Василевичи — Хойники.

## Описание
6 регулярных поездов проходят через железнодорожную станцию Хойники.
На железнодорожной станции "Хойники" можно приобрести билеты до населённых пунктов: Гомель, Василевичи и др.

## Расписание
Самый первый электропоезд отправляется с вокзала Хойники до Василевичи в 07 ч 26 мин. Последняя электричка уходит в 14 ч 19 мин до остановки Гомель-Пасс..

## Остановочные пункты
| Предыдущая станция | Белорусская железная дорога | Следующая станция |
| ------------------ | --------------------------- | ----------------- |
| Осов               | Василевичи — Хойники        |                   |